# (3316) Herzberg
(3316) Herzberg est un astéroïde de la ceinture principale.

## Description
(3316) Herzberg est un astéroïde de la ceinture principale. Il fut découvert le 6 février 1984 à la station Anderson Mesa par Edward L. G. Bowell. Il présente une orbite caractérisée par un demi-grand axe de 3,11 UA, une excentricité de 0,10 et une inclinaison de 8,4° par rapport à l'écliptique.

## Compléments